# ميرذير فيدفيل ورايمني (دائرة انتخابية في المملكة المتحدة)
ميرذير فيدفيل ورايمني (بالإنجليزية: Merthyr Tydfil and Rhymney)‏ هي إحدى الدوائر الانتخابية في المملكة المتحدة الممثلة في مجلس العموم في برلمان المملكة المتحدة.
عضو البرلمان الذي يمثلها حالياً هو :Mr Dai Havard (Lab).